# Nòrdic groenlandès
El nòrdic groenlandès és un dialecte que va pertànyer a la branca nòrdica de les llengües germàniques, era parlat als assentaments vikings a Groenlàndia fins a la seva desaparició a la fi del segle xv. El llenguatge està testificat en 80 deixants rúnics, moltes d'elles són difícils de datar i és possible que no tots fossin escrits per gent nascuda a Groenlàndia.

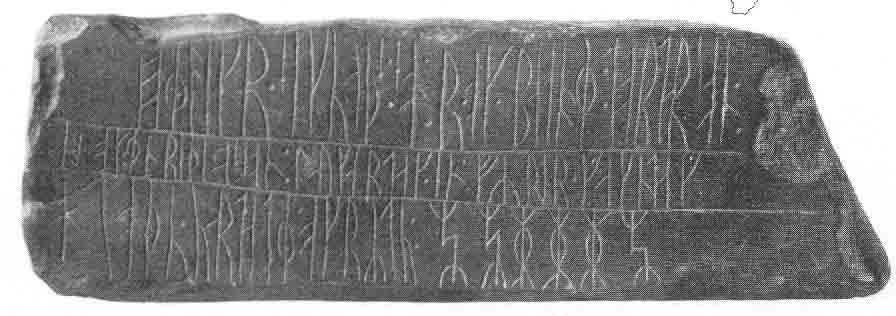
Pedra rúnica de Kingittorsuaq.

És difícil identificar, específicament, a causa del limitat material referit a textos sobre pedres rúniques. No obstant això, hi ha inscripcions mostrant l'ús de t, històricament la runa þ, en paraules com torir en lloc de Þorir i tana en lloc de Þana. Aquesta innovació lingüística és paral·lela al nòrdic occidental en el període Medieval tardà. D'altra banda, el groenlandès sembla haver retingut algunes característiques que ja havien canviat en altres llengües escandinaves que són hl i hr en iniciar una paraula, conservats de la mateixa manera a l'islandès, i la vocal llarga œ que es va fusionar amb æ.
Es creu que el groenlandès va tenir contacte amb el kalaallisut, l'idioma dels inuit que van donar com a resultat el compartir paraules. En particular la paraula Kalaaleq (antigament Karaaleq), que significa groenlandès, derivada de skræling, el terme nòrdic donat als nadius del nord d'Amèrica; se suggereix que la paraula kona, que significa dona, és d'origen nòrdic.
L'evidència disponible sobre el desús del dialecte no és l'extinció de la llengua, sinó la desaparició dels colons.
Una característica principal del nòrdic groenlandès és que era molt conservador. Les formes més antigues de parla, procedents d'Islàndia i Noruega, es mantenien intactes. D'acord amb aquest conservadorisme, els groenlandesos també mantenien les característiques rúnicas més antigues, la majoria d'elles havien quedat fora d'ús en altres països. No obstant això, van crear nous dissenys per a les runes ð-, b-, p- i r.

## Text d'exemple
La runa Kingittorsuaq data del 1300 D.C, descoberta prop d'Upernavik, al nord dels assentaments; presumptament tallada per exploradors nòrdics.
| Transcripció el=likr * sikuaþs : so=n:r * ok * baan=ne : torta=r son : ok enriþi * os son : laukardak*in : fyrir * gakndag hloþu * ua=rda te * ok rydu: | Traducció Erling Sigvatsson, Bjarne Thordarson i Enride Oddson, el dia de rentat [dissabte] abans de les rogacions [25 d'abril] van alçar aquest monticle i aclarint... [referit al rebuig del terreny](?) |  |

El patronímic Tortarson (nòrdic antic: Þórðarson) mostra el canvi de þ a t mentre que en la paraula hloþu (islandès antic: hlóðu, noruec antic: lóðu) demostra la retenció de hl en iniciar una palabra.